# Шривіджая
0° пн. ш. 102° сх. д. / 0° пн. ш. 102° сх. д.

Шривіджа́йська імпе́рія (Śrivijaya) — морське торгове королівство, яке процвітало між VII та XII ст. на Малайському архіпелазі. Королівство, яке бере початок у Палембангу на Суматрі, хутко поширило свій вплив і почало контролювати Малаккську протоку. Вплив Шривіджайського королівства базувався на контролі міжнародної морської торгівлі не лише на архіпелазі, але також і з Китаєм та Індією.

## Період могутності
Точна хронологія та конкретні перипетії зародження царства Шривіджаї досі не з'ясовані. Вважається, що його виникнення припадає на 5-6 ст., проте перші достовірні свідчення про його існування датуються лише 70-ми рр. 7 ст. — вони містяться в китайських хроніках, де згадується володар Джайнаша. Центр держави був на горі Сегунтанг на місці сучасного м. Палембанг. На чолі Шривіджаї стояла династія Шайлендрів (царів гори), які сповідували буддизм махаяни. Цар Шривіджаї звався хаджі (цар).
Шривіджая також була головним релігійним центром у регіоні, дотримуючись буддизму, і пунктом зупинки китайських паломників на їхньому шляху в Індію. Королі Шривіджаї навіть заснували кілька монастирів у Негапатамі (Індія).
Секрет піднесення Шривіджаї полягав у її контролі над важливими шляхами морської торгівлі між Індією і Китаєм. Для цього були створені сильні армія і флот. У 80-х рр. хаджі Джаянаса підкорив усю південно-східну частину Суматри та західнояванську державу Тарума. До кінця 8 ст. Шривіджая підкорила більшу частину Суматри, малайські колонії на Калімантані та більшу частину Малаккського півострова.
Шривіджая й далі зростала: до 1000 року імперія контролювала більшу частину Яви, але незабаром острів завоювало Кола, морське та торгове королівство, що вважало Шривіджаю перепоною морським торговим маршрутам між південними та східними частинами королівства. Близько 1025 року Чола захопила Палембанг, полонивши короля Санграму Віджаятунггавармана та вивізши зі столиці всі скарби. Після цього загарбники почали нападати на інші частини імперії. 

## Занепад
У 1045 році вдалося відновити незалежність. Проте вона тривала приблизно до 1077 року, коли Шривіджаю на правах напівавтономного утворення включили до імперії Чола. У середині 1150-х роках незалежність Шривіджаї відновили. На той час вона контролювала лише частку Суматри. 1183 року скинула залежність Шривіджаї царство Мелаю, чим зумовило подальший занепад. Доволі швидко за цим панівну роль на Суматрі взяло Мелаю (столиця Джамбі), на той час вже васал Сінгасарі. Шривіджая фактично зменшилося до володіння навколо своєї столиці. У 1275 і 1288 роках Шривіджая зазнало поразок від Кертанагари, магараджи Сінгасарі, внаслідок чого припинила своє існування.